# Rue Albin-Haller (Paris)
Pour les articles homonymes, voir Rue Albin-Haller.
La rue Albin-Haller est une voie du 13e arrondissement de Paris, en France.

## Situation et accès

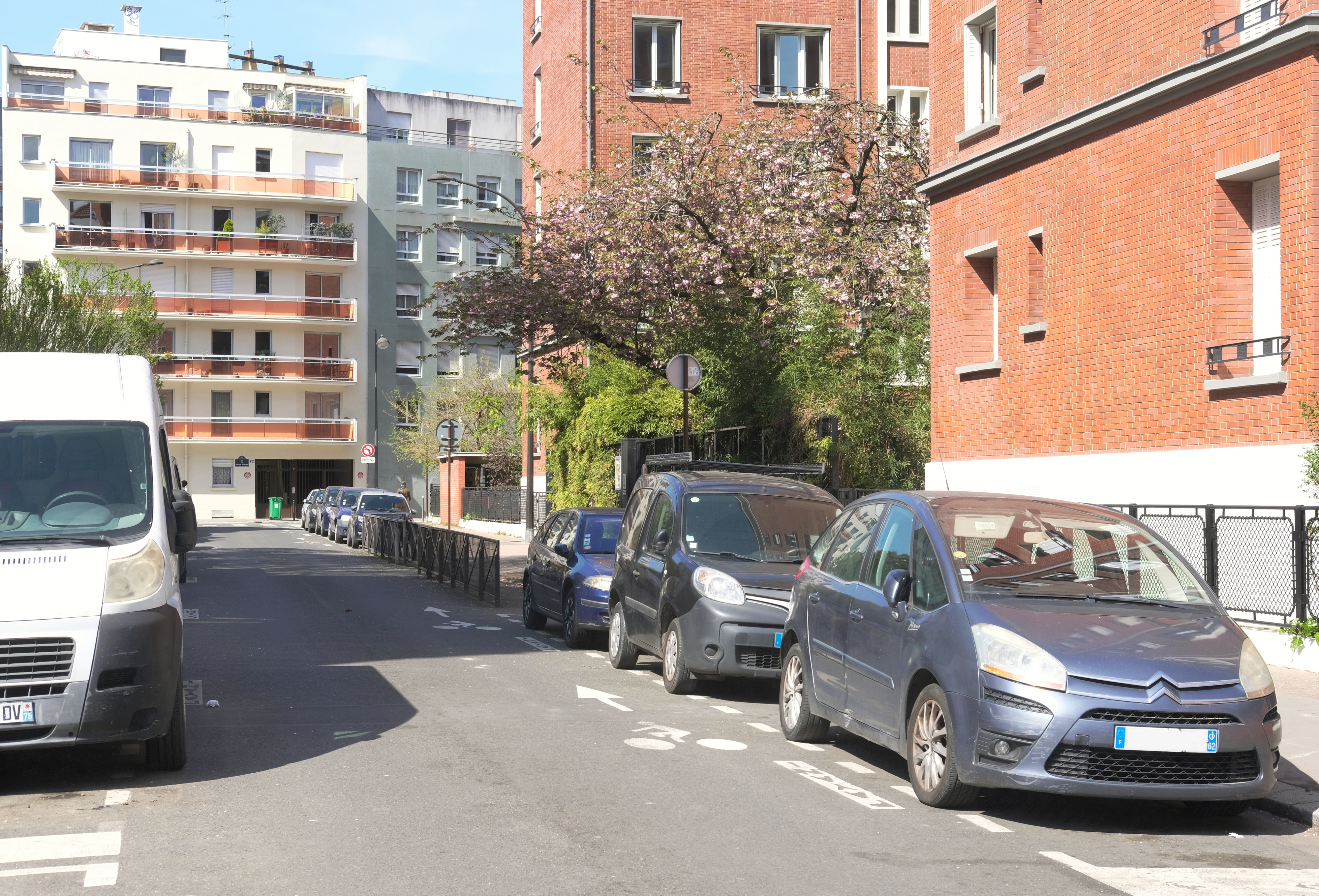
La rue Albin-Haller vue depuis la rue Brillat-Savarin.

La rue Albin-Haller est une voie publique située dans le 13e arrondissement de Paris. Elle débute au 19, rue de la Fontaine-à-Mulard et se termine au 24, rue Brillat-Savarin.

## Origine du nom
Elle porte le nom du chimiste Albin Haller (1849-1925).

## Historique
Cette voie ouverte par la Ville de Paris en 1935 prend sa dénomination actuelle par un arrêté du 10 février 1937.